# Reattore a letto fisso

Simbolo utilizzato nei P&ID per indicare un reattore a letto fisso.

Nell'ambito dell'ingegneria chimica, con il termine reattore a letto fisso (in inglese fixed bed reactor) si intende una particolare tipologia di reattori chimici utilizzati per lo svolgimento di reazioni catalizzate, in cui il catalizzatore è mantenuto in uno spazio solidale con il reattore stesso (o in altre parole, le particelle di catalizzatore restano ferme, non si muovono): questa caratteristica differenzia i reattori a letto fisso da altri tipi di reattori utilizzati per reazioni catalitiche, quali reattori a letto mobile, i reattori a letto trascinato e i reattori a letto fluidizzato. A causa dell'ingombro dovuto alle particelle di catalizzatore, i reattori a letto fisso comportano delle perdite di carico, valutabili attraverso l'equazione di Ergun.

## Tipologie costruttive di reattori a letto fisso
Esistono diverse tipologie di reattori a letto fisso. Alcune tipologie costruttive sono:
- Reattore a letto fisso tubulare (o "multitubular")[2], in cui il catalizzatore è fissato alle pareti interne di tubi, che sono circondati da un fluido che smaltisce o che fornisce il calore di reazione[3] (a seconda che la reazione sia rispettivamente esotermica o endotermica).
- Reattore a letto fisso adiabatico (o "multibed"): il reattore in questo caso è suddiviso in più stadi adiabatici, intervallati da scambiatori di calore.[4]
- Reattore a letto fisso con scambiatore di calore interno, in cui i tubi dello scambiatore di calore attraversano il letto catalitico.[3]
- Reattore "trickle-bed": reattore trifase (gas-liquido-solido), in cui il catalizzatore costituisce la fase solida, investita dal liquido e dal gas che lo attraversano in equicorrente dall'alto verso il basso.[5]

## Applicazioni
I reattori a letto fisso sono utilizzati in tantissimi processi dell'industria chimica, tra cui:
- idrodesolforazione[6]
- processo Fischer-Tropsch[7]